# Писари
Писари — деревня в Тоншаевском муниципальном округе Нижегородской области России.

## География
Деревня находится в северо-восточной части Нижегородской области, в подзоне южной тайги, в пределах северных склонов Марийско-Вятского Увала, на правом берегу реки Ошомки, на расстоянии приблизительно 29 километров (по прямой) к юго-востоку от Тоншаева, административного центра района. Абсолютная высота — 117 метров над уровнем моря.
Климат
Климат характеризуется как умеренно континентальный, влажный, с относительно коротким умеренно тёплым летом и холодной продолжительной зимой. Среднегодовая температура — 2,6 °C. Средняя температура воздуха самого тёплого месяца (июля) — 17,8 °C (абсолютный максимум — 37 °C); самого холодного (января) — −13,3 °C (абсолютный минимум — −46 °C). Продолжительность безморозного периода составляет 113 дней. Среднегодовое количество атмосферных осадков составляет около 566 мм.
Часовой пояс
Деревня Писари, как и вся Нижегородская область, находится в часовой зоне МСК (московское время). Смещение применяемого времени относительно UTC составляет +3:00.

## Население
| 2002 | 2010 |
| ---- | ---- |
| 15   | ↘11  |

Национальный состав
Согласно результатам переписи 2002 года, в национальной структуре населения русские составляли 100 %.